# Erwin Wolter
Erwin Wolter (Thorn, 12 april 1973) is een Nederlands voormalig voetballer die als verdedigende middenvelder speelde bij VVV. 
Bij afwezigheid van vaste basisspeler Juno Verberne maakt Wolter op 28 november 1993 zijn competitiedebuut namens de Venlose eredivisionist in een uitwedstrijd bij Roda JC (0-0). Nadien kwam hij onder andere ook nog uit voor de amateurs van SV Panningen. Zijn broer John speelde eveneens bij VVV.

## Profstatistieken
| Seizoen         | Club            | Competitie      | Competitie | Competitie | Beker | Beker | Nacompetitie | Nacompetitie | Totaal | Totaal |
| Seizoen         | Club            | Competitie      | Wed.       | Dlp.       | Wed.  | Dlp.  | Wed.         | Dlp.         | Wed.   | Dlp.   |
| --------------- | --------------- | --------------- | ---------- | ---------- | ----- | ----- | ------------ | ------------ | ------ | ------ |
| 1993/94         | VVV             | Eredivisie      | 7          | 0          | 0     | 0     | 0            | 0            | 7      | 0      |
| 1994/95         | VVV             | Eerste divisie  | 4          | 0          | 0     | 0     | 0            | 0            | 4      | 0      |
| Carrière totaal | Carrière totaal | Carrière totaal | 11         | 0          | 0     | 0     | 0            | 0            | 11     | 0      |